# Zhang Zhidong
Zhang Zhidong (chinois traditionnel : 張之洞 ; chinois simplifié : 张之洞 ; pinyin : zhāng zhīdòng ; écriture Wade-Giles : Chang Chih-tung), né le 4 septembre 1837 et mort le 5 octobre 1909, est un homme politique chinois de la dynastie Qing, promoteur d'une réforme contrôlée. Avec Zeng Guofan, Li Hongzhang et Zuo Zongtang, il est l'un des « Quatre célèbres officiels de la fin des Qing ». Il occupe successivement les fonctions de gouverneur du Shanxi, de vice-roi du Huguang, de vice-roi du Liangguang (en) et de vice-roi du Liangjiang (en) et il est membre du Grand Conseil. En 1966, durant la révolution culturelle maoïste, sa tombe est détruite par les gardes rouges et ses restes ne sont redécouverts qu'en 2007.

## Jeunesse et formation
Zhang Zhidong naît dans la préfecture de Xingyi, dans la province du Guizhou, mais sa famille a ses racines dans le Zhili (aujourd'hui dans le Hebei), à Nanpi. Il a pour cousin Zhang Zhiwan (en).
En 1852, Zhang Zhidong passe un examen provincial dans la préfecture de Shuntian (aujourd'hui à Pékin). En 1863, il passe avec succès les examens impériaux supérieurs (avec mention tanhua, c'est-à-dire arrivé troisième dans la catégorie jinshi, « clerc promu » ou « docteur »). Il intègre l'académie Hanlin en 1880. En 1881, il devient gouverneur (xunfu) de la province du Shanxi. L'impératrice douairière Cixi le nomme vice-roi du Huguang en août 1889.
Durant la révolte des Dounganes (1862–1877), la Russie occupe la région d'Ili au Xinjiang. Après la répression du soulèvement, la Chine demande à la Russie de quitter la zone, ce qui mène à la « crise d'Ili ».
Après que le négociateur Chonghou (en), qui a été soudoyé par les Russes, signe un traité, sans la permission du gouvernement Qing, garantissant les droits extraterritoriaux de la Russie, l'installation de consulats, le contrôle du commerce ainsi qu'une indemnité, un mécontentement féroce grandit parmi les intellectuels chinois, certains allant même jusqu'à appeler à la mort de Chonghou. Zhang Zhidong exige sa décapitation et demande au gouvernement de s'opposer à la Russie et de déclarer l'invalidité du traité, tout en déclarant que « les Russes doivent être considérés comme extrêmement cupides et truculents dans leurs demandes, et Chonghou comme extrêmement stupide et absurde de les accepter . . . Si nous insistons pour changer le traité, il n'y aura pas de troubles ; si nous ne le faisons pas, nous sommes indignes du titre de pays ». Les intellectuels chinois demandent au gouvernement de mobiliser des forces armées contre la Russie, ce qui est accepté ; d'importants postes sont accordés aux officiers de l'armée du Hunan. Charles Gordon apporte des conseils aux Chinois.

## Première guerre sino-japonaise
Zhang Zhidong s'implique dans la première guerre sino-japonaise (1894–1895), bien qu'il ne soit pas présent sur le front. Il demande initialement l'aide des forces européennes stationnées près de Tianjin pour combattre le Japon. En octobre 1894, il télégraphie à Li Hongzhang, le vice-roi du Zhili (en), pour proposer l'achat d'équipement pour la marine et des démarches d'emprunt aux banques étrangères. Il appelle, en plus de l'achat d'armes, à une alliance avec les puissances européennes et à la « division claire entre récompenses et punitions » pour les troupes, une fois que les Japonais ont traversé le fleuve Yalou fin octobre, menaçant les provinces de Mandchourie. Début 1895, les Japonais commencent l'assaut du Shandong, et Zhang télégraphie à Li Bingheng, le gouverneur de la province, pour suggérer un rapide recrutement de civils, la construction de puissants forts, et l'utilisation de mines terrestres, pour freiner l'avancée japonaise. Il envoie également des armes et des munitions pour aider la campagne.

## À Taïwan
Zhang s'intéresse particulièrement au sort de Taïwan, et fin février 1895, il exprime son opposition complète à la cour de Pékin concernant la cession de l'île au Japon. Il propose plusieurs méthodes pour éviter cela. Zhang suggère que beaucoup d'argent soit emprunté au Royaume-Uni, qui utiliserait en retour sa puissante marine pour protéger Taïwan. De plus, les Britanniques obtiendront des concessions minières de « dix à vingt ans » sur l'île. Les évènements de mai déçoivent cependant Zhang car la cour des Qing ordonne à tous les civils et officiers militaires de quitter Taïwan. Il compte sur le refus du peuple lui-même. Une demande d'aide des troupes de Taïwan est refusée par Zhang qui fait face à une situation désespérée après la chute de Keelung et une fois que Taipei reste la seule place forte restante. Le 19 octobre 1895, Liu Yongfu, le dernier général Qing de Taïwan, est défait et fuit à Xiamen sur le continent.

## Modernisation de l'armée chinoise
Zhang crée l'académie militaire et navale du Guangdong et l'armée victorieuse du Guangdong, une armée Yong Ying (en) régionale, avant 1894. Il fonde l'académie militaire du Hubei en 1896, où il emploie des instructeurs de l'académie du Guangdong. La majorité du personnel est chinoise. Il embauche quelques Allemands pour enseigner.
Alors qu'il est gouverneur de Nankin en 1894, Zhang invite un régiment de formation allemand de 12 officiers et 24 sous-officiers pour transformer la garnison locale en force militaire moderne. Après la guerre contre les Japonais, en 1896, Zhang reçoit l'ordre par décret impérial de se rendre à Wuchang pour devenir vice-roi du Huguang, une région comprenant les provinces actuelles du Hubei et du Hunan. Zhang utilise son expérience de Nankin pour moderniser les forces militaires placées sous son commandement.
Durant les dix-huit années qu'il passe comme gouverneur général de Wuhan, Zhang Zhidong met en œuvre une modernisation des équipements et des activités : il y fait construire une fonderie et crée des académies militaires et des écoles techniques, où les étudiants sont formés à la télégraphie, à l'extraction minière et aux techniques du chemin de fer ; il fait entraîner et équiper des unités modernes de sapeurs, d'ingénieurs, de cavalerie, de police, d'artillerie et d'infanterie. Des 60 000 hommes de ses forces, 20 000 sont directement formés par des officiers étrangers. Zhang arme ses troupes avec des fusils Mauser allemands et d'autres équipements modernes. Des observateurs étrangers rapportent qu'une fois leur entraînement achevé, les troupes de la garnison de Wuchang sont égales aux forces européennes contemporaines. Malgré toutes ces mesures qui témoignent d'une volonté de modernisation avancée, Zhang demeure pénétré de la philosophie confucéenne traditionnelle et met tous ses espoirs dans l'idée qu'il est « possible de conformer toute cette technologie à l'ordre confucéen des choses ».
Durant la révolte des Boxers, Zhang Zhidong, avec d'autres gouverneurs chinois comme Yuan Shikai qui commande d'importantes armées modernes, refuse de se joindre à la déclaration de guerre de la cour impériale contre l'alliance des huit nations, et Zhang assure les étrangers durant les négociations qu'il ne fera rien pour aider le gouvernement impérial.
Les troupes de Zhang s'impliquent après sa mort (en 1909) dans la politique chinoise. En 1911, sa garnison organise le fameux soulèvement de Wuchang contre le gouvernement local, première étincelle de la révolution chinoise de 1911 qui met fin à la dynastie Qing.

## Dernières années
En 1898, Zhang Zhidong publie son livre Exhortation à l'étude (劝学篇, Quàn Xué Piān) dans lequel il insiste sur une méthode de réforme relativement conservatrice résumée dans sa phrase : « L'apprentissage chinois des principes fondamentaux et des études occidentales pour des applications pratiques. » ou encore « Le savoir chinois pour la substance et le savoir occidental pour la fonction. » (中学为体，西学为用, Zhōngxué wéi tǐ, xīxué wéi yòng), mettant ainsi en valeur la dialectique des principes essentiels (ti) et des applications pratiques (yong) et conférant séparément au savoir chinois et au savoir occidental une substance et une fonction propres.
En 1900, il demande la suppression des Boxers. Lorsque l'alliance des huit nations entre dans Pékin, Zhang, en même temps que Li Hongzhang et d'autres, participe au plan de la « défense mutuelle du Sud-Est ». Il réprime les révoltes locales et défait l'armée rebelle de Tang Caichang.
En 1901, Zhang Zhidong et Liu Kunyi se voient confier la direction formelle du vaste mouvement de réforme (les Nouvelles Politiques, xinzheng) enclenché par les Qing et que Zhang et ses collaborateurs avaient suggéré à Cixi. Zhang succède à Liu Kunyi comme vice-roi du Liangjiang en 1901, puis se rend à Nankin où il pose les fondations de l'actuelle université de Nankin. Il est nommé ministre des Affaires militaires en 1906, et travaille à Pékin pour la cour des Qing.
Zhang fait partie des modernisateurs provinciaux qui favorisent les échanges intellectuels et universitaires entre la Chine et le Japon dans les années 1900 : les étudiants chinois qui affluent à Tokyo après 1900 y ont été envoyés par des hommes comme Zhang.
Zhang Zhidong meurt de maladie en 1909.
Sa tombe, véritable monument funéraire, est commandée au sculpteur Jean Mich et à l'entrepreneur Eugène Ruppert, deux luxembourgeois, mais est laissée en partie inachevée du fait de la révolution chinoise de 1911. Elle est totalement détruite en 1966 par des gardes rouges, dans le contexte troublé de la révolution culturelle.